# سیارک ۱۵۵۲۳
سیارک ۱۵۵۲۳ (به انگلیسی: 15523 Grenville، نامگذاری:1999XE151) پانزده هزار و پانصد و بیست و سومین سیارک کشف شده‌است که در ۹ دسامبر ۱۹۹۹ کشف شد.
قدر مطلق سیارک برابر ۲۸.۲ است.